# Monoxenus mambojae
Monoxenus mambojae är en skalbaggsart som beskrevs av Stefan von Breuning 1973. Monoxenus mambojae ingår i släktet Monoxenus och familjen långhorningar. Inga underarter finns listade i Catalogue of Life.